# Scobitură sfenopalatină
Scobitura sfenopalatină sau incizura sfenopalatină (Incisura sphenopalatina) este o scobitură adâncă între procesele orbitar și sfenoidal ale osului palatin. Ea este acoperită de corpul sfenoidului și transformată astfel, în gaura sfenopalatină (Foramen sphenopalatinum) prin care trec artera și vena sfenopalatină și ramuri nervoase nazale din ganglionul sfenopalatin. Această gaură conectează fosa pterigopalatină cu partea posterioară a meatului superior.